# El Viso
El Viso är en ort i Spanien.   Den ligger i provinsen Province of Córdoba och regionen Andalusien, i den centrala delen av landet, 240 km söder om huvudstaden Madrid. El Viso ligger 565 meter över havet och antalet invånare är 2 846.
Terrängen runt El Viso är platt.Runt El Viso är det ganska glesbefolkat, med 23 invånare per kvadratkilometer. Närmaste större samhälle är Pozoblanco, 14,6 km sydost om El Viso. Trakten runt El Viso består till största delen av jordbruksmark.